# Luis Araquistáin
Luis Araquistáin Quevedo (Bárcena de Pie de Concha, 18 de junho de 1886 - Genebra, 8 de agosto de 1959) foi um jornalista, escritor e político espanhol afeto à Geração de 1914. Foi membro do Partido Socialista Operário Espanhol (PSOE), pertencia ao círculo de Largo Caballero e Tomás Meabe, aos quais se juntou uma grande amizade.
Foi embaixador da Espanha na Alemanha (1932-1933). Em 1936, foi nomeado embaixador na França pelo governo de Francisco Largo Caballero e foi responsável pela compra de armas para suprir o Exército Popular Republicano durante a guerra civil espanhola até maio de 1937. Foi deputado nas Cortes por Vizcaya (capital) e Madrid de 1931 a 1933 e de 1933 a 1939. Faleceu em Genebra, onde estava exilado pelo governo de Francisco Franco.

## Obra publicada
- Polémica de la Guerra 1914-1915, 1915
- Dos ideales políticos y otros trabajos, Madrid, 1917
- Entre la guerra y la revolución (España en 1917), Madrid, 1917.
- Las columnas de Hércules. Farsa novelesca, Madrid, 1921.
- España en el crisol (un estado que se disuelve y un pueblo que renace), Barcelona, 1921.
- El peligro yanqui, Madrid, 1921.
- Vida y resurrección, Madrid,  1922.
- La sirena furiosa, Madrid, 1922.
- Paz suprema, Madrid, 1923.
- El archipiélago maravilloso. Aventuras fantasmagóricas, Madrid, 1923.
- Caza mayor, Madrid, 1924.
- Una santa mujer, Madrid, 1924.
- La vuelta del muerto, Madrid, 1924.
- Remedios heroicos: drama en tres actos, Madrid, 1925.
- Nuevo juicio de Salomón, Madrid, 1925.
- Aventuras póstumas de Bonifacio Sanabria, Madrid, 1925.
- Un viaje de boda, Madrid, 1926.
- La prueba, Madrid, 1926.
- El arca de Noé, 1926.
- Un ligero percance, Madrid, 1928.
- Ilustres bodas de plata, Madrid, 1928.
- Furias cautivas, Madrid, 1928.
- El coloso de arcilla: drama en tres actos y en prosa, 1928.
- El rodeo: drama en tres actos, Madrid, 1928.
- La agonía antillana: el imperio yanqui en el mar Caribe, Madrid, 1928.
- El ocaso de un régimen, Madrid, 1930.
- La revolución mejicana : sus orígenes, sus hombres, su obra, 1930.
- Cristal de doble visión, Madrid, 1932.
- La guerra desde Londres, 1942.
- España ante la idea sociológica del estado, Madrid, 1953.
- El krausismo en España, 1960.
- El pensamiento español contemporáneo, Buenos Aires, 1962.
- Marxismo y socialismo en España, Madrid, 1980.
- Sobre la guerra civil y en la emigración, 1983, (con introducción de Javier Tusell).
- La revista "España" y la crisis del estado liberal, Santander, Universidad de Cantabria, 2001.
- ¿República o monarquía? Libertad: correspondencia entre Araquistáin, Prieto y Largo Caballero entre 1945 y 1949, Madrid, 2012